# Selaginella rupestris
Selaginella rupestris là một loài dương xỉ trong họ Selaginellaceae. Loài này được (Hieron.) Clute mô tả khoa học đầu tiên.
Danh pháp khoa học của loài này chưa được làm sáng tỏ. 

## Hình ảnh

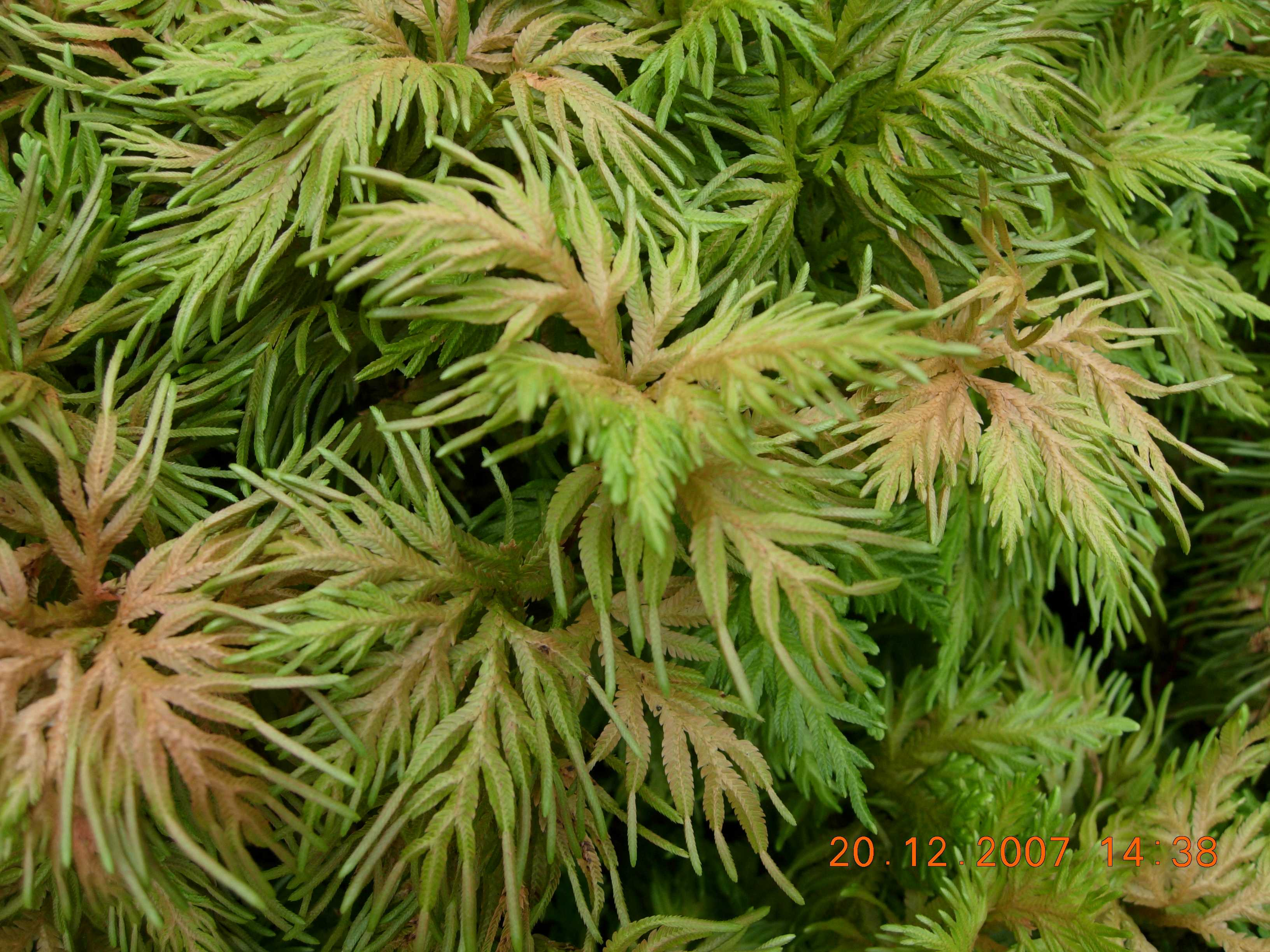
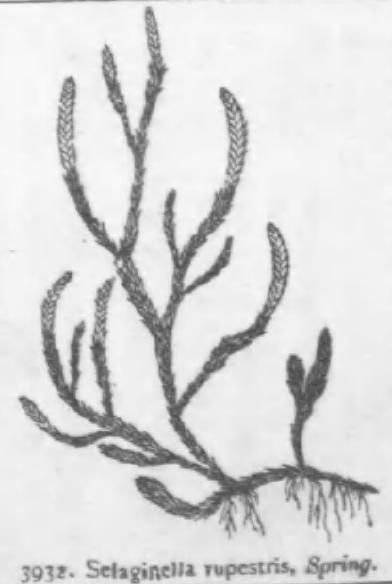
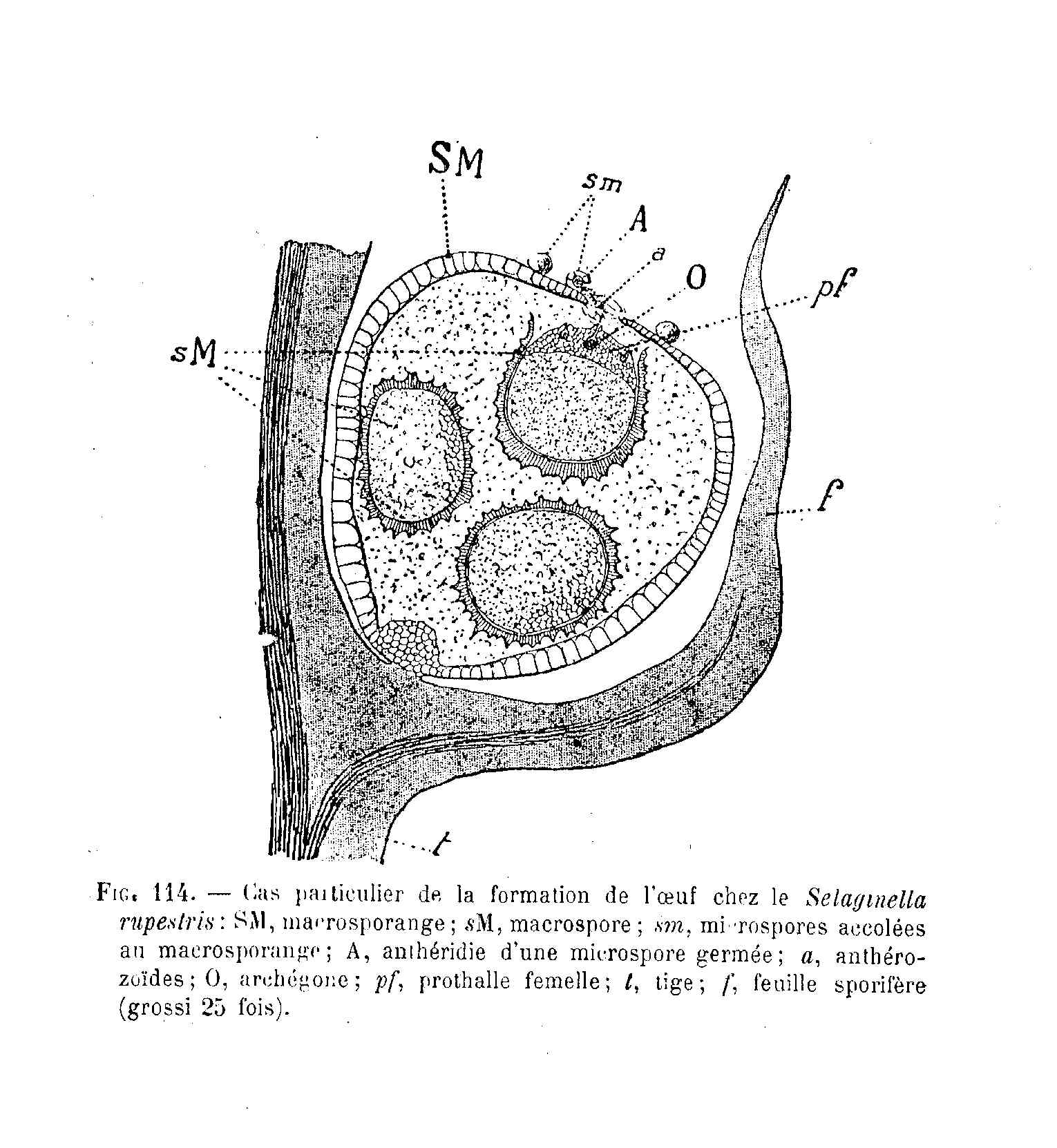